# Francisca Stading

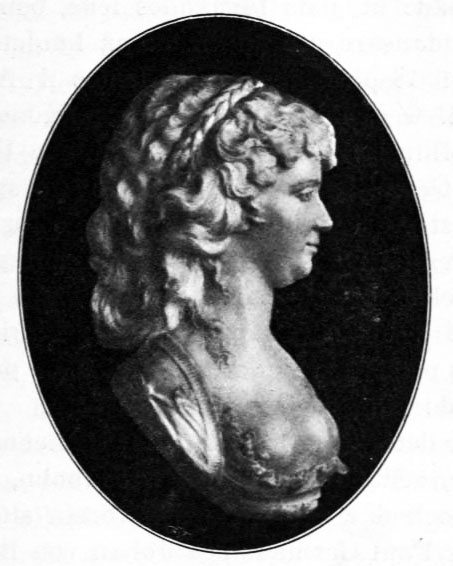
Francisca Stading

Francisca Stading, geborene Franziska Sophia Stading (* 1763 in Berlin; † 8. Februar 1836 in Dresden) war eine deutsche Opernsängerin (Sopran).

## Leben
Stading war die Stieftochter des Musikalienhändlers Hammel. Als Kind wurde sie bereits von Gertrud Mara in Berlin und durch den Gesangspädagogen Graaf im Haag stimmlich ausgebildet.
Im Jahr 1779 wurde sie als erste deutsche Sängerin auf Lebenszeit an die Königliche Oper in Stockholm berufen. Sie war zudem Mitglied der Königlich Schwedischen Musikakademie.
Nach ihrer Pensionierung 1806 zog sie wieder nach Deutschland.